# 鵝公髻山
鵝公髻山是臺灣新竹縣五峰鄉大隘村與苗栗縣南庄鄉東河村交界處的一座山，距北埔鄉界僅約500公尺，海拔1576.4公尺，為台灣小百岳之一。山頂略為平坦，立有三等三角點6239號，南側有視野較為廣闊之觀景點，可向西偏南俯視南庄聚落。此山地處頭前溪與中港溪的分水嶺，東坡為頭前溪水系上坪溪支流發源地，北坡為中港溪水系峨眉溪上游大坪溪發源地，西坡則為中港溪水系大東河支流的發源地。山脊東北方銜接五指山，往南連接鳥嘴山、大窩山、比林山等山。
鵝公髻山大致坐落於賽夏族與泰雅族的傳統領域交界，東北側為賽夏、泰雅二族混居的茅圃部落（賽夏語），西南側為賽夏族鵝公髻部落。「鵝公髻山」則是當地客家人對該山的稱呼，一說因山形貌似雄鵝頭上的冠而得名，在日治時期的地圖中亦曾以牛公棋山、我公吉山、唔公棋山、鵞公髻山等相近的名稱出現 （页面存档备份，存于）。